# Nationale parken in Nederland

Nationale parken in Nederland

Nationale parken in Nederland zijn gebieden in Nederland van enige omvang die worden beschermd vanwege hun belang voor natuur, landschap en recreatie en samen typerend zijn voor Nederland. Het eerste Nederlandse nationale park stamt uit 1930. Er zijn anno 2023 eenentwintig gebieden als nationaal park aangewezen. De gebieden zijn deels in bezit van de staat maar het grootste deel van de gronden binnen de nationale parken is in handen van particuliere eigenaren, veelal grote terreinbeherende natuurorganisaties als Vereniging Natuurmonumenten. In totaal gaat het om ongeveer 3% van het Nederlandse landoppervlak. De gebieden worden beheerd door grote terreinbeherende organisaties als Staatsbosbeheer, de Vereniging Natuurmonumenten en LandschappenNL. Daarnaast zijn er vele particuliere eigenaren en overheden zoals gemeenten, waterschappen en het ministerie van defensie die (delen) van de parken beheren.

## Geschiedenis

Uitzicht op de duinen rond het in 1952 als natuurreservaat gegraven Grote Vogelmeer in Nationaal Park Zuid-Kennemerland

### Van 1930 tot 1950
De gedachte van een nationaal park is in de Verenigde Staten van Amerika geboren. Nationaal park kreeg in dat land de betekenis van een vrij groot, door de nationale staat beschermd en afgebakend gebied, bedoeld om recreanten te laten genieten van de wildernis, en belangrijk voor de nationale identiteit. Het eerste park, Yellowstone National Park, dat in 1872 werd gesticht ging dienen als een soort model voor andere parken, binnen en buiten de VS. Wereldwijd volgden na het Amerikaanse initiatief honderden parken, waarvan de eerste Europese parken in 1909 (in Zweden) werden gesticht.
De Amerikaanse nationale parken waren al voor 1900 bekend in Nederland. In 1905 publiceerde de bioloog Hugo de Vries een boekje over Yellowstone en in 1911 pleitte de natuurbeschermer Eli Heimans ervoor een park te stichten in Limburg. Het duurde tot 1930 voordat het tot het eerste Nationale park kwam: Veluwezoom. Eigenaar was Natuurmonumenten, die de Veluwse landgoedeigenaren in staat stelde hun bezittingen over te dragen aan de vereniging. Er ontstond een voor Nederlandse begrippen zo groot gebied dat door zovelen gewaardeerd werd, dat men van een nationaal park sprak. Al snel hierna stichtte in 1935 een speciale stichting Het Nationale Park De Hoge Veluwe, dat het voormalig jachtreservaat en museum van de Kröller-Müller familie omvatte. In 1950 ontstond het Nationale Park De Kennemerduinen (het huidige Nationaal Park Zuid-Kennemerland) waarbij verschillende lokale overheden betrokken waren en dat een belangrijke functie voor de recreatie vervulde. Het voldeed bovendien aan de door o.a. Jac. P. Thijsse gekoesterde wens een duingebied tot nationaal park te maken. Deze drie parken waren in veel opzichten zeer afwijkend van de Amerikaanse voorlopers. Het ging niet om grote stukken ongerepte natuur en productie was geen taboe: in de Veluwse parken werd veel hout gekapt.
Hoewel de roep om door de Nederlandse staat opgerichte parken toenam, onder andere gestimuleerd door de toename van het nationalisme, een grotere rol van de staat in het maatschappelijk leven en talloze park-initiatieven in Europa (Zwitserland, Italië, Spanje e.a.) speelde de Rijksoverheid vrijwel geen rol. Omdat Nederland zich in 1933 via een internationaal verdrag wel had verplicht over te gaan tot de stichting van nationale parken, richtte het zich op Nederlands Indië. Hoewel daar grote reservaten zijn gesticht, is het onder Nederlands bewind niet van nationale parken gekomen.

### Van 1950 tot 1980
Nadat het fenomeen nationaal park zich in de decennia na de Tweede Wereldoorlog verder verbreidde, werd de noodzaak gevoeld om tot uniformering te komen. Het nationale park in het Verenigd Koninkrijk week zeer af van dat in de VS bijvoorbeeld, dat weer verschilde van de parken in Zweden of Afrika.
In 1969 werden er binnen de internationale natuurbeschermingsorganisatie IUCN afspraken gemaakt over aard en status van een nationaal park. Volgens de IUCN-definitie is een nationaal park een natuurgebied:
- met een aaneengesloten oppervlakte van aanzienlijke omvang,
- dat beschermd wordt en
- waarvoor de hoogste autoriteit in een land zich verantwoordelijk voelt.

Hoofdfunctie van een nationaal park is natuurbehoud, maar in een nationaal park is recreatief medegebruik mogelijk, zolang dit geen schade berokkent aan natuur en landschap. Deze definitie is verschillende malen aangepast, of om belangrijk geachte nationale parken onder de definitie te laten vallen of om juist duidelijkheid te scheppen door beperkingen. De activiteiten van IUCN stimuleerden veel overheden tot een nationale park beleid te komen of dit aan te passen. Zo ook de Nederlandse overheid. Na vele verschillende verkennende nota's besloot de Nederlandse Rijksoverheid in 1980 over te gaan tot een stelsel van nationale parken waarbij de regels van het IUCN zo goed en zo kwaad mogelijk werden gevolgd. Dit leidde tot de oprichting van de onafhankelijke Voorlopige Commissie Nationale Parken (VCNP).
Om op de lijst voor op te richten nationale parken te kunnen komen moest een gebied aan de volgende definitie voldoen. Een nationaal park is
- een aaneengesloten natuurgebied van ten minste 1000 hectare, bestaande uit natuurterreinen, wateren en/of bossen,
- met een bijzonder landschappelijke gesteldheid en planten- en dierleven, waar tevens
- goede mogelijkheden zijn voor recreatief medegebruik.

De nationale parken moesten bovendien samen een representatief beeld vormen van de Nederlandse natuur; alle grote ecosystemen moeten zijn vertegenwoordigd.
De Nationale Parken dienden zich behalve op natuurbescherming, ontwikkeling van natuur en landschap en natuurgerichte recreatie ook te richten op natuureducatie, voorlichting en onderzoek. Bovendien moesten de nationale parken allemaal, ook de reeds bestaande, passen binnen de IUCN-definitie.
Gedurende de zoektocht naar gebieden die de status van nationaal park verdienden, passeerden vele gebieden de revue. Ook het aantal stond niet vast. Voorbeelden van gebieden die afvielen zijn Terschelling, Grevelingen, Ooster- en Westerzand en de duinen bij Noordwijk De Zilk. Andere gebieden kwamen laat in beeld zoals de Oosterschelde.

### Van 1980 tot 2010
Men besloot nog zeventien nieuwe parken te stichten. Het eerste in die reeks was in 1989 Schiermonnikoog, gevolgd door Nationaal Park De Meinweg in 1990, Nationaal Park Dwingelderveld in 1991, De Weerribben in 1992, later uitgebreid tot Nationaal Park Weerribben-Wieden, Nationaal Park De Groote Peel in 1993, Nationaal Park De Biesbosch in 1994, en Nationaal Park De Maasduinen in 1996. In de 21e eeuw werden aangewezen Nationaal Park Drents-Friese Wold in 2000, Grenspark De Zoom - Kalmthoutse Heide in 2001, Nationaal beek- en esdorpenlandschap Drentsche Aa, Nationaal Park De Loonse en Drunense Duinen, Nationaal Park Oosterschelde en Nationaal Park Duinen van Texel in 2002, Nationaal Park Lauwersmeer en Nationaal Park Utrechtse Heuvelrug in 2003, Nationaal Park Sallandse Heuvelrug in 2004, en ten slotte Nationaal Park De Alde Feanen in 2006. 
In 2005 werd de Stichting Samenwerkingsverband Nationale Parken (SNP) opgericht voor de samenwerking tussen de Nationale Parken en tussen de bij die parken betrokken overheden, grondeigenaren, terreinbeheerders, natuurorganisaties en anderen. De belangrijkste partners waren de afzonderlijke Nederlandse Nationale Parken, het Ministerie van LNV, Staatsbosbeheer, Natuurmonumenten, de Provinciale landschappen, de Federatie Particulier Grondbezit en het IVN. De Stichting SNP wil van de nationale parken exclusieve en aantrekkelijke natuurgebieden maken. Het grondgebied van de parken is anders dan in veel andere landen behalve in handen van Staatsbosbeheer ook eigendom van particuliere natuurterrein-beherende organisaties als Natuurmonumenten, Provinciale landschappen en kleinere particuliere grondbezitters. Het IVN coördineert de voorlichting, educatie en vele recreatieve activiteiten.
De nationale parken omvatten vrijwel alle belangrijke Nederlandse natuurlandschappen: duinen, heide, bos, veen, kleinschalig cultuurlandschap, beekdalen, rivierduinen, zandverstuivingen, zeearmen, meren en kwelders. Ze vormen grote kerngebieden binnen de Ecologische hoofdstructuur. Andere landschappen die belangrijk worden geacht kennen een te intensief gebruik en zijn als 'Nationaal Landschap' aangemerkt. Weer andere zijn van groot belang voor natuurbescherming maar zijn te kwetsbaar om veel recreatie toe te kunnen staan, zoals het Fochteloërveen of zijn te groot of kennen een te complex beheer om park te kunnen worden, zoals de Waddenzee.
Het in 2005 opgerichte 'Samenwerkingsverband Nationale Parken' wilde het 'merk' nationaal park versterken en werkte in verband daarmee aan vergroting van de kwaliteit en de eenheid van de parken. Inmiddels weten vele miljoenen bezoekers de parken te vinden. In of bij sommige parken wordt de recreatiedruk als groot ervaren.

## Na 2010
Na 2010 zijn de verantwoordelijkheden van de Rijksoverheid voor het natuurbeleid en de nationale parken op initiatief van staatssecretaris Henk Bleker vrijwel volledig overgedragen aan de provincies. De provincies werden verantwoordelijk voor de planologische bescherming en het beheer van de nationale parken. Sommige provincies gaven aan geen bemoeienis met de parken meer te willen hebben. De financiering van de parkorganisaties door de Rijksoverheid werd met ingang van 2014 beëindigd. De rijkssubsidie voor educatie in de parken door IVN-Natuureducatie werd in gewijzigde vorm voortgezet. Het Rijk bleef overeenkomstig de IUCN-resolutie van 1969 verantwoordelijk voor de toekenning van het predicaat 'nationaal park'. Aanwijzing bleef een zaak voor de minister van Landbouw, Natuur en Voedselkwaliteit, maar uitsluitend op verzoek van de provincie waarin een park ligt.
De nationale parken hebben mede onder invloed van deze ontwikkelingen gezocht naar samenwerking met de Nationale landschappen.

### Merk- en marktpositie
Moties van de Tweede Kamerleden Stientje van Veldhoven en Lutz Jacobi in 2014 en 2015 brachten staatssecretaris Martijn van Dam ertoe tot een nieuwe rijksinitiatief te komen, resulterend in het driejarige programma 'Naar Nationale Parken van Wereldklasse'. Daarmee moesten de Nederlandse nationale parken een zogenaamde 'kwaliteitsimpuls' krijgen. Tegelijk kwam er een publieksverkiezing voor het ‘mooiste natuurgebied van Nederland’, dat veel regio's heeft aangezet tot het maken van plannen voor nationale parken. De winnaar, de Waddenzee, en ook de nummers 2 en 3, de Veluwe en de Hollandse duinen, alsmede de nummers 4 en 5, samen de Delta, kregen extra middelen. 
In 2016 maakten onder de naam Nationale Parken Deal vijftien partners afspraken om te komen tot een hogere kwaliteit en betere merk- en marktpositie van de Nederlandse nationale parken. Tegelijk moest daarmee de betrokkenheid van de samenleving bij de natuur worden vergroot. 

### Standaard
In 2018 besloot de Rijksoverheid het Programma Nationale Parken 2018-2022 te financieren. Tegelijkertijd kwam het Nationale Parken Bureau met een voorlopige versie van 'De standaard voor de gebiedsaanduiding nationaal park', een kwaliteitskader voor de nationale parken. In 2020 kwam er een subsidieregeling van het ministerie en de provincies om de parken tot eind 2023 te helpen te voldoen aan deze voorlopige standaard. In 2020 deden twee provincies een aanvrage voor de status van een nieuw nationaal park: het Van Gogh Nationaal Park (Noord-Brabant) en het Nationaal Park Hollandse Duinen (Zuid-Holland). Toetsing door de Adviescommissie Nationale Parken aan de Wet natuurbescherming en de voorlopige standaard liet zien dat de aanvragen niet voldeden. Tegelijk werd geconcludeerd dat de eisen van de voorlopige standaard niet duidelijk waren. Het ministerie van LNV besloot de aanvragen aan te houden hangende de komst van een nieuwe programma voor de parken. 

### Wijzigingen
In oktober 2018 werd Nationaal Park Nieuw Land als park toegevoegd, bestaande uit de Oostvaardersplassen, Lepelaarplassen, Marker Wadden, en een deel van het Markerkmeer. Daarmee behoort 148.000 hectare van Nederland tot een van de 21 nationale parken. Dat is drie procent van het land en ongeveer vijfentwintig procent van het oppervlak aan natuurgebied. 
Ondertussen deden zich ook veranderingen bij de bestaande parken voor. Zo wilden Gedeputeerde Staten van Drenthe de naam Nationaal beek- en esdorpenlandschap Drentsche Aa veranderen in Nationaal Park Drentsche Aa en de grens van het park in overeenstemming brengen met de Omgevingsvisie Drenthe. Gedeputeerde Staten van Utrecht wilden komen tot nieuwe grenzen van het Nationaal Park Utrechtse Heuvelrug.

### Beleidsprogramma
Aangezet door Tweede Kamermoties van Tjeerd de Groot presenteerde minister voor Natuur en Stikstof Christianne van der Wal in 2023 het Beleidsprogramma Nationale Parken 2024 - 2030, dat tot stand gekomen is in overleg tussen Rijk, provincies, parken en andere betrokkenen. Volgens dit programma komt er jaarlijks vijf miljoen euro voor de nationale parken beschikbaar, bovenop de huidige 1,3 miljoen, te betalen door Rijk en provincies.